# District de Parbat
Le district de Parbat (en népalais : पर्वत जिल्ला) est l'un des 77 districts du Népal. Il est rattaché à la province de Gandaki. La population du district s'élevait à 145 666 habitants en 2011.

Vue panoramique de Kushma, siège du district de Parbat

## Histoire
Il faisait partie de la zone de Dhawalagiri et de la région de développement Ouest jusqu'à la réorganisation administrative de 2015 où ces entités ont disparu.

## Subdivisions administratives
Le district de Parbat est subdivisé en 7 unités de niveau inférieur dont 2 municipalités et 5 gaunpalikas ou municipalités rurales.
| # | Nom       | Nom en népalais | Type         | Population (2011) | Superficie (km2) |
| - | --------- | --------------- | ------------ | ----------------- | ---------------- |
| 1 | Kushma    | कुश्मा             | municipalité | 39 600            | 93,18            |
| 2 | Phalewas  | फलेवास            | municipalité | 24 687            | 85,7             |
| 3 | Jaljala   | जलजला            | gaunpalika   | 21 454            | 82,26            |
| 4 | Paiyun    | पैयूं              | gaunpalika   | 15 381            | 42,65            |
| 5 | Mahashila | महाशिला            | gaunpalika   | 9 857             | 49,38            |
| 6 | Modi      | मोदी              | gaunpalika   | 21 284            | 143,6            |
| 7 | Vihadi    | विहादी             | gaunpalika   | 13 403            | 44,8             |